# أنيير
أنيير (بالفرنسية: Agnières)‏ هي بلدية فرنسية تقع في إقليم باد كاليه من منطقة نور با دو كاليه في شمال فرنسا. تبلغ مساحة هذه المدينة 3.25 (كم²)، وترتفع عن سطح البحر 90 م، يبلغ عدد سكانها 230 نسمة حسب إحصاء المعهد الوطني للإحصاء والدراسات الاقتصادية سنة 2009 م. وترأس Christian Domart البلدية خلال فترة (2008-2014).